# Heteropoda manni
Heteropoda manni este o specie de păianjeni din genul Heteropoda, familia Sparassidae. A fost descrisă pentru prima dată de Strand, 1906.
Este endemică în Nigeria. Conform Catalogue of Life specia Heteropoda manni nu are subspecii cunoscute.